# Progress M-19
Progress M-19 (ryska: Прогресс М-19) var en rysk obemannad rymdfarkost som levererade förnödenheter, syre, vatten och bränsle till rymdstationen Mir. Den sköts upp med en Sojuz-U-raket, från Kosmodromen i Bajkonur den 10 augusti 1993 och dockade med Mir den 13 augusti. Den lämnade rymdstationen den 12 oktober 1993 och brann upp i jordens atmosfär några timmar senare.

## Återinträdeskapsel
Med på Progress M-19 fanns även en återinträdeskapsel, kallad Raduga. Kapseln separerade från Progress M-19 några minuter efter att den påbörjat återinträdet i jordens atmosfär, kapseln landade i Ryssland den 13 oktober 00:22:14 UTC.

### Fotnoter
1. ↑  ”NASA Space Science Data Coordinated Archive” (på engelska). NASA. https://nssdc.gsfc.nasa.gov/nmc/spacecraft/display.action?id=1993-052A. Läst 1 mars 2020.
2. ↑  Manned Astronautics - Figures & Facts Arkiverad 9 oktober 2007 hämtat från the Wayback Machine., läst 15 juli 2016.